# Escuela Cantonal de Arte de Lausana
La Escuela Cantonal de Arte y Diseño de Lausana (en francés: École cantonale d'art de Lausanne) es una institución educativa de arte y diseño con sede en Renens (en el casco urbano de Lausana, Suiza). Está afiliada a la Universidad de Ciencias Aplicadas de Suiza Occidental. 
Fundada en 1821, es dirigida por Alexis Georgacopoulos, y actualmente ofrece Propedeucticos por años, seis Grados, cuatro Másteres y  cursos en las siguientes disciplinas: Artes Visuales, Cine, Diseño Gráfico, Diseño Industrial, Fotografía y Medios y Diseño de Interacción.